# Hotel Savoy (powieść)

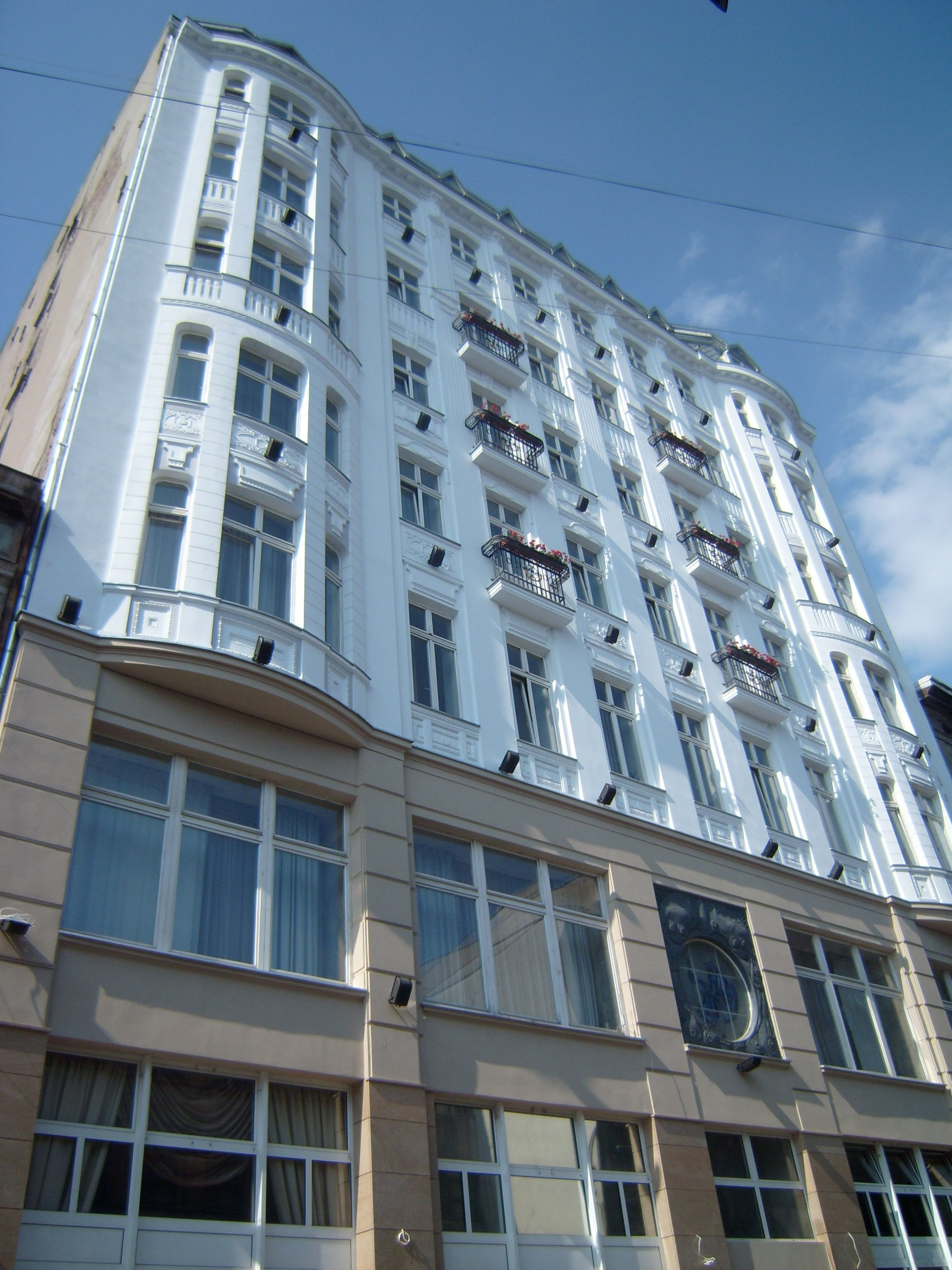
Tytułowy Hotel Savoy w Łodzi przy ulicy Romualda Traugutta 6

Hotel Savoy – pierwsza powieść Josepha Rotha, która ukazała się w wydaniu książkowym w 1924 roku. Jej głównym bohaterem jest Gabriel Dan, który po wojnie i trzyletniej niewoli na Syberii dociera do fabrycznego miasta na pograniczu Wschodu i Zachodu, gdzie zatrzymuje się w Hotelu Savoy. Miastem tym jest niewymieniona w powieści z nazwy Łódź.